# Акишево (Наро-Фоминский район)
Акишево — деревня в Наро-Фоминском районе Московской области, входит в состав сельского поселения Волчёнковское. Численность постоянного населения по Всероссийской переписи 2010 года — 47 человек. До 2006 года Акишево входило в состав Назарьевского сельского округа.
Деревня расположена в юго-западной части района, на левом берегу реки Исьма, примерно в 8 км к востоку от города Верея, высота центра над уровнем моря 172 м. Ближайшие населённые пункты — Василисино на противоположном берегу реки и Женаткино в 1 км на север.